# Saša Dragin
Saša Dragin (en serbe cyrillique : Саша Драгин ; né le 10 juin 1972 à Sombor) est un homme politique serbe. Il est membre du Parti démocratique. De mai 2007 à juin 2008, il est ministre de la Protection de l'environnement dans le second gouvernement de Vojislav Koštunica. Entre le 7 juillet 2008 et le 14 mars 2011, il est ministre de l'Agriculture, de la Forêt et de la Gestion de l'eau dans le premier gouvernement de Mirko Cvetković.

## Biographie
En 1999, Saša Dragin obtient une licence de la Faculté d'agriculture de l'université de Novi Sad et, en 2003, il obtient un master puis, en 2007, un doctorat. Il travaille aux États-Unis, dans l'Illinois, dans des laboratoires de génétique moléculaire ainsi qu'à l'Institut de recherche en production animale de Nitra, en Slovaquie. 
À partir de 2005, Saša Dragin est sous-secrétaire à l'Agriculture, à la Gestion de l'eau et à la Forêt dans la province autonome de Voïvodine. Il est l'un des fondateurs de l'Organisation internationale des étudiants en agriculture ; il est également le fondateur et le président de la Jeune Chambre de Novi Sad. 

## Vie privée
Saša Dragin est marié. Il parle anglais, slovaque et allemand.